# リスバーン・アンド・カースルレー
座標: 北緯54度31分23秒 西経5度58分23秒 / 北緯54.523度 西経5.973度
リスバーン・アンド・カースルレー(英語：Lisburn and Castlereagh)は、イギリスの北アイルランド南東部の行政区。
中心都市はリスバーン。2015年4月1日に、リスバーン市とカースルレー区の一部が合併して設置された。
2015年の人口は14万205人、面積は502.85km2、人口密度は278.8人/km2。

## 人口
- 2001年6月30日：12万4600人
- 2011年6月30日：13万5280人
- 2015年6月30日：14万205人

## 隣接行政区
- 北：アントリム・アンド・ニュータウンアベイ
- 北東：ベルファスト
- 東：アーズ・アンド・ノース・ダウン
- 南東：ニューリー・モーン・アンド・ダウン
- 南から西：アーマー・シティ・バンブリッジ・アンド・クレイガヴォン
- 北西：ネイ湖